# Ceraclea major
Ceraclea major är en nattsländeart som först beskrevs av Hwang 1957.  Ceraclea major ingår i släktet Ceraclea och familjen långhornssländor. Inga underarter finns listade i Catalogue of Life.